# Saint-Jean-de-Boiseau

Localització de Saint-Jean-de-Boiseau

Saint-Jean-de-Boiseau (en gal·ló Saent-Jan-de-Boézeau, bretó Sant-Yann-ar-Granneg) és un municipi francès, situat a la regió de país del Loira, al departament de Loira Atlàntic, que històricament ha format part de la Bretanya. L'any 2006 tenia 4.698 habitants. Limita amb els municipis de Couëron, Indre, La Montagne, Brains i Le Pellerin.

## Demografia
L'evolució de la població de la comuna ha estat la que es mostra a la gràfica.
Igual que la distribució nacional i departamental, la població femenina del municipi és més alta que la població masculina. La taxa (51,2%) és del mateix ordre de magnitud que la taxa nacional (51,6%).
| Evolució de la població |       |      |      |      |      |      |      |      |
| 1793                    | 1800  | 1806 | 1821 | 1831 | 1836 | 1841 | 1846 | 1851 |
| -                       | 1.650 | -    | -    | -    | -    | -    | -    | -    |

| 1856 | 1861 | 1866  | 1872 | 1876 | 1881 | 1886 | 1891 | 1896 |
| ---- | ---- | ----- | ---- | ---- | ---- | ---- | ---- | ---- |
| -    | -    | 4.365 | -    | -    | -    | -    | -    | -    |

| 1901 | 1906 | 1911 | 1921  | 1926 | 1931 | 1936  | 1946 | 1954  |
| ---- | ---- | ---- | ----- | ---- | ---- | ----- | ---- | ----- |
| -    | -    | -    | 1.741 | -    | -    | 1.851 | -    | 2.215 |

| 1962  | 1968  | 1975  | 1982  | 1990  | 1999  | 2006 | 2011 | 2016 |
| ----- | ----- | ----- | ----- | ----- | ----- | ---- | ---- | ---- |
| 2.487 | 2.615 | 3.102 | 3.627 | 4.120 | 4.562 | -    | -    | -    |

| 2019 | - | - | - | - | - | - | - | - |
| ---- | - | - | - | - | - | - | - | - |
| -    | - | - | - | - | - | - | - | - |

## Administració
| Període   | Identitat      | Partit |
| --------- | -------------- | ------ |
| 1977-2008 | Camille Durand | PS     |
| 2008-     | Pascal Bras    | PS     |

## Agermanaments
- L'Ametlla de Mar
- Deidesheim (Renània-Palatinat)